# Maragatería
La Maragatería, ou País de los Maragatos (Tierra de Maragatos en léonais), est une ancienne région historique de la province de León, en Espagne. Elle est délimitée au nord par La Cepeda (en), au sud par La Valduerna (en), à l'ouest et au sud-ouest par les comarques de Bierzo et La Cabrera et à l'est par La Vega del Tuerto et La Valduerna.
La Maragatería comprend les comarques d'Alta Maragatería, de Baja Maragatería et de Somoza. Ses habitants sont connus sous le nom de « Maragatos ». Le léonais est grandement utilisé dans la région[réf. incomplète]

## Municipalités
Les principales municipalités de La Maragatería sont :
- Astorga, principale ville,
- Brazuelo
- Lucillo
- Luyego
- Santa Colomba de Somoza
- Santiago Millas
- Val de San Lorenzo

## Culture

### Chiflaou flûte de Maragatería
La chifla ou flûte de Maragatería est l'instrument traditionnel le plus représentatif de la région de Maragatería, bien que son utilisation soit répandue dans toute la province.
La chifla est liée dans son utilisation au tamboril, et son apprentissage est surtout axé sur la tradition familiale ou sur les tamborileros de la région. Ces dernières années, la mairie de León a proposé des cours de chifla et de tamboril.
Dans de nombreuses régions de la province de León, la chifla a été remplacée par d'autres instruments tels que la dulzaina ou l'accordéon dans les fêtes traditionnelles.